# 卡加利塔

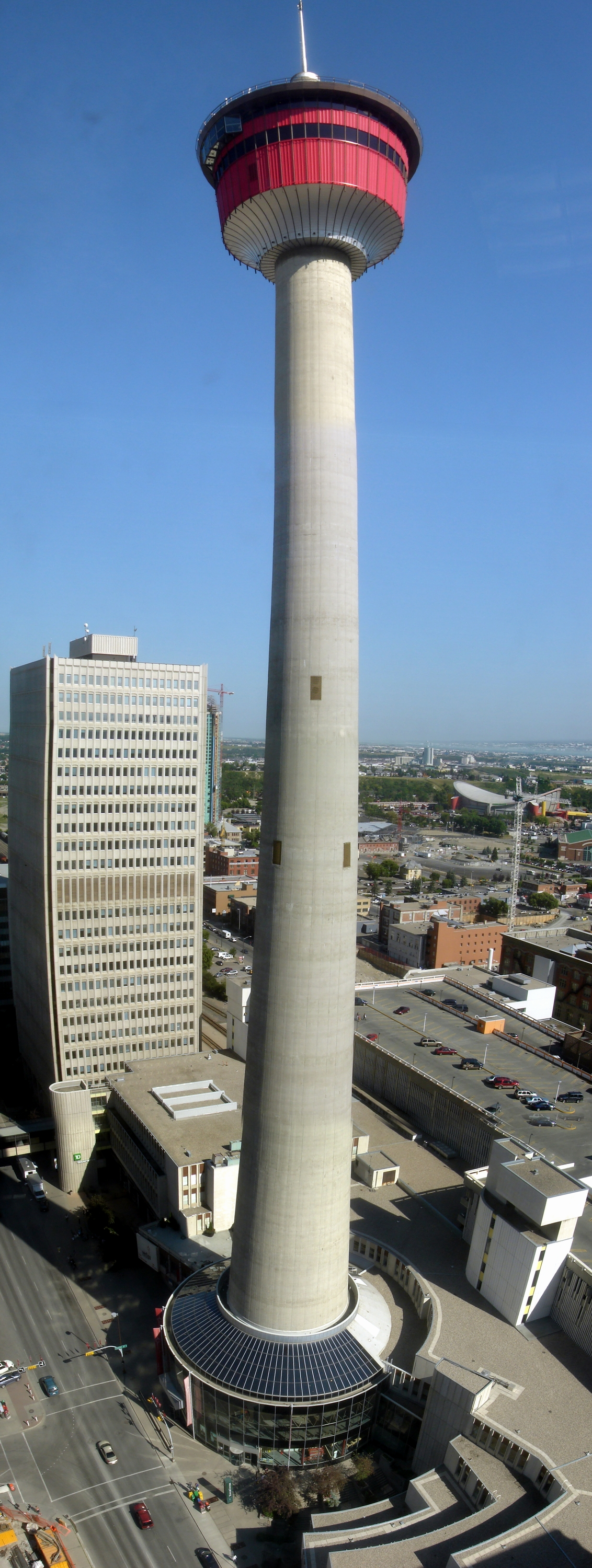
卡加利塔

卡加利塔（英語：Calgary Tower），原稱赫斯基塔（Husky Tower），是一座位於加拿大亞伯達省卡加利的觀光塔。塔高190.8米，重10,884噸（當中六成重量位於地底）。此塔當年由赫斯基能源公司及馬拉松地產有限公司合資興建，耗資三百五十萬加拿大元，用以作為市區重建的其中一個項目，以及慶祝1967年加拿大百週年國慶。卡加利塔於1968年6月30日正式對外開放，為當時卡加利最高的建築物，也是多倫多以外加拿大最高的建築物。1971年，赫斯基塔正式改名為卡加利塔。
作為世界高塔聯盟的創始會員之一，這建築物落成之時為北美洲同類型高塔之中最高的一座。